# Ludwig von Massow-Parnehnen
Ludwig von Massow (né le 26 janvier 1844 à Stargard-en-Poméranie et mort le 6 juin 1914 à Parnehnen (de)) est un officier prussien et député du Reichstag.

## Biographie
Massow entre dans le corps des cadets à Wahlstatt et à Berlin. En 1863, il est enseigne à la frontière polonaise, plus tard il est lieutenant dans le 5e régiment de cuirassiers, Rittmeister au 3e régiment de cuirassiers ainsi qu'officier d'état-major régulier du 12e régiment d'uhlans (de). Il participe aux guerres de 1866 et 1870/71 avec ses régiments. En 1876, lors des manœuvres impériales en Silésie et dans le Brandebourg, il est commandé auprès de Son Altesse Impériale le grand-duc Nicolas l'Ancien. À partir de 1894, il est major dans le commandement du 1er régiment d'uhlans. En 1896, lorsque le tsar Nicolas II présente son régiment à l'empereur près de Görlitz, il reçoit l'Ordre de Sainte-Anne de 2e classe avec des diamants. En mai 1898, il demande son départ car il est candidat au Reichstag.
Plus tard, il se consacre à la gestion des domaines de Parnehnen (de), Agnesenhof (en russe : Nesterowskoje) et Wachlacken (Malyje Topki, tous deux n'existent plus). Officier d'active, il est membre du conseil d'arrondissement pendant dix ans, depuis 1900 membre du synode de district, depuis 1902 membre du synode provincial et de 1909 à 1914 membre du parlement provincial de Prusse-Orientale. Il est également président de l'association des guerriers et président d'honneur de l'association navale de l'arrondissement de Wehlau.
De 1898 à 1907 et de 1912 à 1914, il est député du Reichstag pour la 2e circonscription de Königsberg avec le Parti conservateur allemand.
Il est récipiendaire de l'Ordre de l'Aigle rouge de 3e classe avec ruban, de l'Ordre de la Couronne de 2e classe, la croix de service prussien et depuis 1892 chevalier de Justice de l'Ordre de Saint-Jean.